# Hjemsøgelsen
Hjemsøgelsen er en dansk dokumentarfilm fra 2018 instrueret af Christian Einshøj.

## Handling
En forstadsmor, der kun sjældent ser noget til sin filmskabersøn, møder pludselig et spøgelse uden for sønnens barndomsværelse. Sønnen kommer omsider på besøg for at udforske mysteriet og filosofere over sin families tilstand.